# Jan Koleśnik
Jan Koleśnik (ur. w 1976) – polski doktor habilitowany nauk ekonomicznych w dyscyplinie ekonomia, specjalność: finanse, bankowość. Pracownik Instytutu Bankowości Szkoły Głównej Handlowej w Warszawie.

## Życiorys
W 1999 roku ukończył kierunek Finanse i Bankowość w Szkole Głównej Handlowej w Warszawie oraz studia podyplomowe w zakresie doskonalenia pedagogicznego dla nauczycieli akademickich.
W 2001 roku uzyskał stopień naukowy doktora nauk ekonomicznych w zakresie ekonomii, a w 2012 roku stopień naukowy doktora habilitowanego nauk ekonomicznych w zakresie ekonomii, specjalność: finanse, bankowość.
Od 2000 roku zatrudniony w Instytucie Bankowości SGH – obecnie na stanowisku profesora nadzwyczajnego. W latach 2000–2002 był pracownikiem Biura Polityki Nadzorczej Generalnego Inspektoratu Nadzoru Bankowego Narodowego Banku Polskiego, zaś w latach 2003-2007 doradcą prezesa Związku Banków Polskich oraz sekretarzem Komitetu Doradczego ds. Regulacji Nadzorczych.
W latach 2007–2009 związany z Bankowym Funduszem Gwarancyjnym jako doradca prezesa oraz pełniący obowiązki dyrektora Departamentu Analiz i Skarbu, zaś od listopada 2008 r. do września 2009 r. pełniący obowiązki członka zarządu Funduszu.
W latach 2009–2016 ponownie związany z Narodowym Bankiem Polskim jako pełniący obowiązki dyrektora Departamentu Zarządzania Strategicznego oraz jako doradca.
Od II 2016 r. doradca Prezesa Zarządu Giełdy Papierów Wartościowych w Warszawie SA, a od III 2016 r. członek Rady Nadzorczej Towarowej Giełdy Energii SA.
Posiada certyfikat Banku Francji w zakresie nadzoru bankowego: organizacji i zasad oraz certyfikat w zakresie pogłębionej analizy ekonomiczno-finansowej podmiotów gospodarczych dla potrzeb oceny ryzyka kredytowego, wydany przez Narodowy Bank Polski.
Członek Polskiego Stowarzyszenia Finansów i Bankowości.
Od XI 2015 r. członek Komitetu Nauk o Finansach Polskiej Akademii Nauk (PAN)
W latach 2016–2017 członek Rady Fundacji Polskiej Fundacji Narodowej reprezentujący GPW.

## Nagrody i odznaczenia
- Nagroda indywidualna Rektora SGH II stopnia za pracę doktorską 2002
- Nagroda indywidualna Rektora SGH I stopnia w zakresie działalności naukowej za pracę habilitacyjną 2013

## Najważniejsze publikacje
- Jan Koleśnik, Bezpieczeństwo systemu bankowego. Teoria i praktyka, Difin, Warszawa 2011.
- Jan Koleśnik, Adekwatność kapitałowa banków. Standardy regulacyjne, Difin, Warszawa 2014.
- Jan Koleśnik (red.), Bankowość detaliczna, Difin, Warszawa 2016[8].
- Jan Koleśnik, Bankowe ryzyko systemowe. Źródła i instrumenty redukcji. Difin Warszawa 2019